# Eustoqui d'Àvila
Eustoqui o Eustoci va ser un religiós hispanovisigot, bisbe d'Àvila, aproximadament entre 642 i 650, successor de Teodogi. Apareix documentat clarament el 646.
Segons descriu l'historiador Enrique Flórez, alguns autors antic, com el cronista González Dávila, van ometre Eustoqui de les llistes de bisbes d'Àvila, col·locant en el seu lloc a Maurici, que en realitat va ser el bisbe d'Oretània. Segons Flórez, l'error podia ser accidental per omissió de les dades del bisbe i la seva diòcesi en certs documents del VII Concili de Toledo (646), al qual Eustoqui en realitat va assistir. D'acord amb l'ordre en que signen tots els assistents, que determina la seva antiguitat en els càrrecs, era un dels més antics. Flórez calcula que podia haver estat consagrat vers el 642. A la seva signatura hi consta: Eustochius in Christi nomini Sanctae Ecclesiae Abelensis Episcopus, haec statuta definiens subscripsi.
Va ocupar el càrrec aproximadament fins al 650. El va succeir Amanung.